# Petite Blourde
Pour les articles homonymes, voir Blourde (homonymie).
La Petite Blourde est une rivière française de la Vienne, en région Nouvelle-Aquitaine, et un affluent droit de la Vienne, donc un sous-affluent de la Loire.

## Géographie
De 28,5 km de longueur, la Petite Blourde prend sa source dans la commune de Saint-Rémy-en-Montmorillon en limite de la Haute-Vienne. 
Elle se jette dans la Vienne dans la commune de Persac, à 100 mètres en aval du confluent de la Grande Blourde.